# Liberalismo nacionalista
El liberalismo nacionalista es una variante del liberalismo, que combina políticas y asuntos liberales con elementos del nacionalismo.
Históricamente, el liberalismo nacionalista también se ha utilizado en el mismo sentido que el liberalismo conservador.
Una serie de partidos políticos "nacional-liberales", por ideología o simplemente por su nombre, fueron especialmente activos en Europa en el siglo XIX en varios contextos nacionales como Europa Central, los países nórdicos y el Sudeste de Europa.

## Ideología
El liberalismo nacionalista fue principalmente una ideología y un movimiento del siglo XIX.
Sus objetivos eran la búsqueda de la libertad individual y económica, así como la soberanía nacional. József Antall, un historiador y demócrata cristiano que se desempeñó como el primer primer ministro poscomunista de Hungría, describió el liberalismo nacionalista como "parte integral del surgimiento del Estado nacional" en la Europa del siglo XIX.
Según Oskar Mulej, "en términos tanto de ideologías como de tradiciones de partidos políticos, se puede argumentar que en los países de Europa Central un tipo distinto de liberalismo, peculiar de esta región, evolucionó a lo largo del siglo XIX" y, citando a Maciej Janowski, "la palabra 'nacional' actuaba más o menos como sinónimo de 'liberal'". También según Mulej, en el sudeste de Europa "los 'liberales nacionales' también desempeñaron papeles visibles, si no centrales, pero con características regionales bastante diferentes, que los distinguieron en gran medida de sus homólogos de Europa central".
En su libro Up From Conservatism, Michael Lind define el liberalismo nacionalista de una manera que The Progressive describe como coincidente con el uso del historiador Arthur Meier Schlesinger de la expresión "Centro vital". El propio Lind define el liberalismo nacional como la unión del "conservadurismo social moderado con el liberalismo económico moderado".
Gordon Smith, un destacado estudioso de la política europea comparada, entiende el liberalismo nacionalista como un concepto político que perdió popularidad cuando el éxito de los movimientos nacionalistas en la creación de estados nacionales hizo que ya no fuera necesario especificar que un ideal, partido o político liberal era "nacional".

## Historia
Las raíces del liberalismo nacionalista se encuentran en el siglo XIX, cuando el liberalismo conservador y/o el liberalismo clásico era la ideología de las clases políticas en la mayoría de los países europeos y en particular en los de Europa Central, entonces gobernados por monarquías hereditarias.
En su origen, los liberales nacionalistas, aunque favorables a las empresas, no eran necesariamente defensores del libre comercio y el liberalismo económico per se y, en ocasiones, favorecían la cooperación entre el gobierno y la industria nacional, niveles moderados de proteccionismo, el establecimiento de uniones aduaneras preferenciales, subsidios para industria o empresas nacientes consideradas de importancia estratégica nacional y diversas formas de planificación industrial.
El liberalismo nacionalista fue popular en varios países, incluidos Alemania, Austria, Dinamarca, Suecia, Finlandia y Rumania durante el siglo XIX. En Alemania, Austria y Rumanía, los partidos nacional-liberales participaron mucho tiempo en el gobierno. Más específicamente, en los países de habla alemana, los liberales nacionalistas también estaban a favor de un régimen político más autoritario o conservador debido al carácter multiétnico o la naturaleza heterogénea de países como el Imperio austríaco (más tarde rebautizado oficialmente como Imperio austrohúngaro) o la recién creada Alemania bajo el rector Otto von Bismarck.